# Grundy Center
Grundy Center is een plaats (city) in de Amerikaanse staat Iowa, en valt bestuurlijk gezien onder Grundy County.

## Demografie
Bij de volkstelling in 2000 werd het aantal inwoners vastgesteld op 2596. In 2006 is het aantal inwoners door het United States Census Bureau geschat op 2585, een daling van 11 (-0,4%).

## Geografie
Volgens het United States Census Bureau beslaat de plaats een oppervlakte van 6,3 km², geheel bestaande uit land. Grundy Center ligt op ongeveer 312 m boven zeeniveau.

## Plaatsen in de nabije omgeving
De onderstaande figuur toont nabijgelegen plaatsen in een straal van 16 km rond Grundy Center.